# Satinka
Satinka (ros. Сатинка) – osiedle w Rosji, w obwodzie tambowskim, ośrodek administracyjny rejonu sampurskiego. W 2010 liczyło 3567 mieszkańców.